# علی فرهادی
علی فرهادی قاضی ایرانی و رئیس سازمان تعزیرات حکومتی از مهر ۱۴۰۳ است. وی از سال ۱۳۹۷ تا ۱۴۰۳ معاونت حقوقی و امور مجلس وزارت دادگستری را به‌عهده داشت. فرهادی پیش‌تر مدیر کل بازرسی تهران در سازمان بازرسی کل کشور و پیش از آن، سمت دادستان عمومی و انقلاب کرج را بیش از ۸ سال بر عهده داشت. 

## قتل روح‌الله داداشی در زمان دادستانی کرج
پرونده قتل روح‌الله داداشی جنجالی‌ترین پرونده در کارنامه ۸ سال دادستانی کرج علی فرهادی است .علی‌رضا ملاسلطانی، عامل قتل روح‌الله داداشی، با وجود داشتن سن کمتر از ۱۸ سال در بامداد ۳۰ شهریور ۱۳۹۰ در ملاء عام اعدام گردید. علی داداشی برادر روح‌الله داداشی مردادماه ۱۳۹۰ در گفتگو با تارنمای صراط نیوز گفته بود: «طبق قوانین اسلامی هنگامی که یک نفر قتلی را مرتکب می‌شود، برای اعدام وی باید سن قمری‌اش لحاظ شود که قاتل برادرم ۱۸ سال دارد.» وی افزوده بود: «با توجه به این‌که سال قمری کوتاه‌تر از سال شمسی است، قاتل برادرم ۱۸ سالش تمام شده و حدود ۸ ماه نیز از سن او گذشته است.»

## تحریم اتحادیه اروپا
اتحادیه اروپا طی تصمیم روز ۴ فروردین ۱۳۹۱ ، هفده مقام ایرانی از جمله علی فرهادی را به دلیل نقشی که در نقض گسترده و شدید حقوق شهروندان ایرانی داشته‌اند، از ورود به کشورهای این اتحادیه محروم کرد. کلیه دارایی‌های این مقامات نیز در اروپا توقیف خواهد شد.

## موارد نقض حقوق بشر
بر اساس بیانیه اتحادیه اروپا، اخلال در دادرسی قضایی منصفانه و صدور حکم اعدام برای افراد زیر ۱۸ سال از جمله اتهاماتی است که آقای فرهادی را وارد این فهرست کرده است.